# Мядасъярви
Мядасъярви (Мядас-ярви)— озеро на территории Луусалмского сельского поселения Калевальского района Республики Карелии.

## Общие сведения
Площадь озера — 1,2 км², площадь водосборного бассейна — 41,9 км². Располагается на высоте 217 метров над уровнем моря.
Форма озера лопастная, продолговатая: оно вытянуто с северо-востока на юго-запад. Берега изрезанные, каменисто-песчаные, местами заболоченные.
Через озеро протекает река Куржма, впадающая с правого берега в реку Войницу, которая, в свою очередь, впадает в озеро Ридалакши, которое протокой соединяется с озером Верхним Куйто.
В озере расположено не менее шести безымянных островов различной площади.
Озеро расположено в двух с половиной километрах от Российско-финляндской границы.
Код объекта в государственном водном реестре — 02020000811102000004289.